# Сан Теодоро (Рим)
Вижте пояснителната страница за други значения на Сан Теодоро.
„Сан Теодоро ал Палатино“ (на италиански: San Teodoro al Palatino) е християнска църква, разположена в подножието на хълма Палатин в Рим, посветена на гръцкия светец Теодор Тирон.

## История
„Сан Теодоро“ е малка църква с осмоъгълна форма, построена в VI век, на мястото на езически храм на територията на складовете на Агрипа. Църквата е забележителна със своя флорентински купол от 1454 г., и мозайката в апсидата от VI век; оформлението на външния двор е изпълнено от Карло Фонтана през 1705 г.
„Сан Теодоро“ е титулярна дякония. През 2000 г. папа Йоан Павел ІІ предоставя църквата на Константинополската патриаршия за нуждите на гръцката православна общност в Рим.